# Mauricia Prieto
Mauricia Prieto (* 20. November 1995) ist eine Leichtathletin aus Trinidad und Tobago, die sich auf den Sprint spezialisiert hat.

## Sportliche Laufbahn
Erste internationale Erfahrungen sammelte Mauricia Prieto 2014 bei den Juniorenweltmeisterschaften in Eugene, bei denen sie mit der trinidadisch-tobagischen 4-mal-100-Meter-Staffel in 44,75 s den vierten Platz belegte. 2019 nahm sie im 200-Meter-Lauf an den Panamerikanischen Spielen in Lima teil und schied dort mit 23,66 s in der ersten Runde aus. Zudem wurde sie mit der Staffel in 43,57 s Vierte. Zudem qualifizierte sie sich für die Weltmeisterschaften in Doha, bei denen sie über 200 Meter mit 23,33 s in der ersten Runde ausschied, während sie mit der Staffel in 42,71 s auf Rang sechs gelangte.
2014 wurde Prieto trinidadisch-tobagische Meisterin in der 4-mal-100-Meter-Staffel.

## Persönliche Bestzeiten
- 100 Meter: 11,40 s (+0,3 m/s), 24. Mai 2019 in Jacksonville
  - 60 Meter (Halle): 7,76 s, 20. Januar 2018 in Nashville
- 200 Meter: 22,99 s (+1,6 m/s), 25. Mai 2019 in Jacksonville
  - 200 Meter (Halle): 23,60 s, 22. Februar 2019 in Fayetteville